# Enicospilus amarus
Enicospilus amarus là một loài tò vò trong họ Ichneumonidae.